# Плохая жизнь
«Плохая жизнь» (порт. Mal viver) — художественный фильм режиссёра Жуан Канижу совместного производства Португалии и Франции, главные роли в котором сыграли Анабелла Морейра и Рита Бланко. Премьера картины состоялась на 73-м Берлинском кинофестивале 22 февраля 2023 года.

## Сюжет
Герои фильма — женщины из разных поколений одной семьи, совместно управляющие отелем где-то в Северной Португалии. Под влиянием внешних событий они начинают выяснять отношения и выплёскивать обиды, накопившиеся за много лет. По словам Жоау Канижу, режиссёра и автора сценария, на сюжет фильма во многом повлияли пьесы Августа Стриндберга.
Параллельно Онижу снял фильм «Жить плохо» на том же сюжетном материале, но с гостями отеля в качестве главных героев.

## В ролях
- Анабелла Морейра
- Рита Бланко
- Леонор Силвейра
- Беатриш Батарда

## Премьера и восприятие
Премьера картины состоялась на 73-м Берлинском кинофестивале 22 февраля 2023 года. «Плохая жизнь» была включена в основную программу и претендовала на Золотого медведя. Картина получила приз жюри фестиваля. 11 мая 2023 года она выйдет в португальский прокат.